# Kamel Chafni
Kamel Chafni est un footballeur marocain né le 11 juin 1982 à Bordeaux. Son poste de prédilection est milieu de terrain axial. Toutefois, il peut également jouer au poste de latéral gauche, comme à l'AC Ajaccio ou latéral droit comme à l'AJ Auxerre.

## Biographie

### Club
À 15 ans, il n’est pas retenu pour intégrer le centre de formation des Girondins de Bordeaux et il part à Libourne où il est repéré par plusieurs clubs dont Fulham Football Club entrainé alors par Jean Tigana, ainsi que le FC Sochaux. Ce sera finalement le FCSM qui lui fera signer son premier contrat professionnel pour une durée de quatre ans en 2002. Après six mois, il est prêté à Besançon en National, puis une seconde fois à Besançon en Ligue 2 pour la saison 2003-2004.
Il quitte le club à l'occasion d'un transfert sans indemnité en faveur de Châteauroux alors en Ligue 2. Il est nommé dans l'équipe type de Ligue 2 2004-2005 (Trophées UNFP du football) à la suite de son excellente saison avec Châteauroux.
En 2005, il rejoint l'AC Ajaccio et évolue en Ligue 1 lors de la saison 2005-2006, puis en Ligue 2 en 2006-2007. 
En 2007, il signe un contrat de quatre ans en faveur de l'AJ Auxerre en Ligue 1. Durant la saison 2010/2011 Chafni et ses coéquipiers accèdent aux barrages de la Ligue des champions, cependant le tirage au sort ne leur laisse que peu de chances face au Zénith Saint-Pétersbourg ou encore le Real Madrid de Cristiano Ronaldo.
Le 17 décembre 2011, lors d'une rencontre entre l'AJA et le club brestois, Chafni est expulsé après avoir bousculé l'arbitre central Tony Chapron. Il se dit à sa sortie de terrain victime de racisme de la part de l'arbitre assistant Johann Perruaux, qui lui aurait dit « dégage l'arabe ». Le joueur finit par se rétracter et accepter la version et les excuses de l'arbitre assistant qui lui aurait simplement dit « dégage »,. En fin de saison, l'AJ Auxerre est relégué de la Ligue 1, les dirigeants décident de pas prolonger son contrat à la suite de diminutions budgétaires.
Le 3 juillet 2012, son transfert est officialisé au Stade brestois 29 où il signe un contrat de trois ans.
À la suite de la relégation de Brest en Ligue 2 à la fin de la saison 2013,  Kamel Chafni décide de se lancer vers de nouveaux horizons et accepte une offre des Émirats arabes unis  à Abu Dhabi au club d' Al-Dhafra pour une saison en 2013-2014. Il y marque plus de 10 buts.
Souhaitant retrouver l'élite de la sélection marocaine Chafni se lance dans un nouveau défi dans un des plus grands clubs de football d'Afrique, au WAC de Casablanca. Les choses ne se passent pas comme prévu et Chafni se blesse dès son arrivée à l'entrainement, le laissant au repos pendant plusieurs mois. Cependant le WAC remporte le championnat du Maroc cette saison . Mais Kamel n'est pas sélectionné par les Lions de l'Atlas.

### Sélection nationale
Le 21 août 2008, il est appelé pour la première fois par le sélectionneur marocain Roger Lemerre en équipe du Maroc et dispute un match amical face au Bénin que son équipe remporte 3 à 1. Il dispute de nouveau un match amical contre l'Angola en mars 2009, puis deux matchs en juin 2009 contre le Cameroun et le Togo pour les qualifications à la coupe du monde 2010. 
Il n'est ensuite plus sélectionné par Eric Gerets malgré son envie de jouer en équipe nationale. En 2012 il est sélectionné par Rachid Taoussi  pour disputer la CAN 2013 qui a lieu en Afrique du Sud.
| Caps | Date       | Lieu          | Match               | Score | Compétition   |
| 1    | 20/08/2008 | Rabat         | Maroc - Bénin       | 3 - 1 | Amical        |
| 2    | 31/03/2009 | Lisbonne      | Angola - Maroc      | 0 - 2 | Amical        |
| 3    | 07/06/2009 | Yaoundé       | Cameroun - Maroc    | 0 - 0 | Elim.CM 2010  |
| 4    | 20/06/2009 | Rabat         | Maroc - Togo        | 0 - 0 | Elim.CM 2010  |
| 5    | 08/01/2013 | Johannesburg  | Zambie - Maroc      | 0 - 0 | Amical        |
| 6    | 12/01/2013 | Johannesburg  | Namibie - Maroc     | 1 - 2 | Amical        |
| 7    | 23/01/2013 | Johannesburg  | Cap-Vert - Maroc    | 1 - 1 | CAN 2013      |
| 8    | 27/01/2013 | Durban        | Afrique sud - Maroc | 2 - 2 | CAN 2013      |
| 9    | 24/03/2013 | Dar-es-Salaam | Tanzanie - Maroc    | 3 - 1 | Elim.CM 2014  |
| 10   | 08/06/2013 | Marrakech     | Maroc - Tanzanie    | 2 - 1 | Elim.CM 2014  |
| 11   | 15/06/2013 | Marrakech     | Maroc - Gambie      | 2 - 0 | Elim. CM 2014 |
| 12   | 05/03/2014 | Marrakech     | Maroc – Gabon       | 1 - 1 | Amical        |
| ---- | ---------- | ------------- | ------------------- | ----- | ------------- |

## Carrière
| Saison      | Club               | Pays   | Championnat | Championnat | Championnat | Championnat  | Championnat  | Coupe de France | Coupe de France | Coupe de la Ligue | Coupe de la Ligue | Coupe d'Europe | Coupe d'Europe | Coupe d'Europe | Maroc  | Maroc |
| Saison      | Club               | Pays   | Division    | Matchs      | Buts        | Cartons      | Cartons      | Matchs          | Buts            | Matchs            | Buts              | Type           | Matchs         | Buts           | Matchs | Buts  |
| ----------- | ------------------ | ------ | ----------- | ----------- | ----------- | ------------ | ------------ | --------------- | --------------- | ----------------- | ----------------- | -------------- | -------------- | -------------- | ------ | ----- |
| Saison      | Club               | Pays   | Division    | Matchs      | Buts        | Carton jaune | Carton rouge | Matchs          | Buts            | Matchs            | Buts              | Type           | Matchs         | Buts           | Matchs | Buts  |
| 2002 - 2003 | FC Sochaux         | France | Ligue 1     | 0           | 0           | ?            | ?            | -               | -               | -                 | -                 | -              | -              | -              | -      | -     |
| 2002 - 2003 | Besançon RC (prêt) | France | National    | 5           | 2           | 0            | 0            | 1               | 0               | -                 | -                 | -              | -              | -              | -      | -     |
| 2003 - 2004 | Besançon RC (prêt) | France | Ligue 2     | 30          | 8           | 5            | 0            | 1               | 0               | 1                 | 0                 | -              | -              | -              | -      | -     |
| 2004 - 2005 | LB Châteauroux     | France | Ligue 2     | 28          | 8           | 2            | 0            | 1               | 0               | 1                 | 0                 | C3             | 2              | 1              | -      | -     |
| 2005 - 2006 | AC Ajaccio         | France | Ligue 1     | 34          | 2           | 7            | 0            | 2               | 0               | 2                 | 0                 | -              | -              | -              | -      | -     |
| 2006 - 2007 | AC Ajaccio         | France | Ligue 2     | 22          | 2           | 0            | 0            | 2               | 1               | 1                 | 0                 | -              | -              | -              | -      | -     |
| 2007 - 2008 | AJ Auxerre         | France | Ligue 1     | 31          | 2           | 6            | 0            | 2               | 0               | 4                 | 0                 | -              | -              | -              | -      | -     |
| 2008 - 2009 | AJ Auxerre         | France | Ligue 1     | 27          | 1           | 3            | 0            | 1               | 0               | 1                 | 0                 | -              | -              | -              | 4      | 0     |
| 2009 - 2010 | AJ Auxerre         | France | Ligue 1     | 25          | 0           | 1            | 0            | 2               | 0               | 1                 | 0                 | -              | -              | -              | -      | -     |
| 2010 - 2011 | AJ Auxerre         | France | Ligue 1     | 22          | 1           | 7            | 0            | 0               | 0               | 2                 | 0                 | C1             | 7              | 0              | -      | -     |
| 2011 - 2012 | AJ Auxerre         | France | Ligue 1     | 31          | 2           | 8            | 1            | 0               | 0               | 2                 | 0                 | -              | -              | -              | -      | -     |
| 2012 - 2013 | Stade brestois     | France | Ligue 1     | 31          | 2           | 2            | 0            | -               | -               | 1                 | 0                 | -              | -              | -              | 3      | 0     |

Au 2 juin 2013

## Palmarès
- Championnat de France National 2002-2003 avec Besançon
- Championnat du Maroc 2014-2015 avec le Wydad de Casablanca